# (4008) Corbin
(4008) Corbin ist ein Hauptgürtelasteroid, der am 22. Januar 1977 von der Carlos U. Cesco Station vom Felix-Aguilar-Observatorium aus entdeckt wurde.
Der Asteroid wurde am 11. Februar 1998 nach dem Astronomen Thomas E. Corbin benannt.